# Patrick Lange (triathlon)
Pour les articles homonymes, voir Patrick Lange et Lange.
Patrick Lange né le 25 aout 1986 à Bad Wildungen en Allemagne est un triathlète professionnel, multiple champion d'Allemagne de duathlon et triple champion du monde d'Ironman.

## Biographie

### Jeunesse
Patrick Lange commence le sport dans sa jeunesse par la pratique du vélo tout terrain et participe aux championnats d'Allemagne de cette spécialité en 1999. Il remporte également le marathon VTT de Zierenberg en 2002. C'est à la suite d'une lourde blessure cette même année qu'il prend la décision de se réorienter en triathlon et duathlon. Il remporte dès 2004 quelques succès régionaux dans sa région natale, la Hesse. En 2007, à l'âge de 21 ans, il finit les championnats du monde militaire de triathlon comme meilleur triathlète allemand de la sélection.

### Carrière en triathlon
En mai 2012, Partick Lange remporte à Oberursel et pour la troisième fois d'affilée après 2010 et 2011, le championnat allemand par équipe avec Jörg Haarmann et Carsten Wunderlich.
Lors des championnats du monde de duathlon à Nancy en France de cette même année, il remporte la médaille de bronze par équipe.
Pour sa première participation sur longue distance il remporte l'Ironman Texas et le championnat d'Amérique du Nord en 2016, il se qualifie pour l'Ironman de Kona à Hawaï. La course en raison de conditions atmosphériques dégradées est légèrement raccourci à 150 kilomètres dans sa partie vélo.
Lors de l'édition 2016 de l'Iromnan de Kona, il prend la 3e place du championnat du monde en battant le record sur le marathon, détenu jusqu'alors par une légende de l'épreuve, l'Américain Mark Allen.
En 2017, il remporte pour la première fois le championnat du monde d'Ironman  en  8 h 1 min 40 s et inscrit un nouveau record de l'épreuve, propriété depuis 2011 de l'Australien Craig Alexander. Dès le départ de la course, l'Australien Joshua Amberger prend le contrôle de la partie natation et sort de l'eau avec une minute vingt d'avance sur le tenant du titre, l'Allemand Jan Frodeno et six minutes sur le peloton des prétendants aux titres, le Canadien Lionel Sanders, les Allemands Boris Stein et Sebastian Kienle. Le temps favorable permet au 10 premiers de terminer les 180 kilomètres en moins de cinq heures fait assez rare dans l'histoire de l'épreuve. Dès l'entame du marathon, le tenant du titre est pris de douleurs dans le dos qui l'obligent à marcher plusieurs fois pour atténuer la douleur. Le duel semble alors s'établir entre Lionel Sanders et Sebastien Kienle. Toutefois, à la fin du semi-marathon, Patrick Lange n'affiche plus que six minutes de retard sur le duo de tête. Sans céder sur son tempo, il reprend au 37e kilomètre de la course à pied, le Canadien Sanders et lui subtilise la victoire au terme d'un marathon effectué en 2 h 40,. Patrick Lange est le 6e triathlète allemand à remporter le titre mondial.
En 2018, à 32 ans Patrick Lange tenant du titre conserve sa couronne en remportant le championnat du monde d’Ironman à Kona et s'offre au passage une inscription dans l'histoire de la compétition en étant le premier à passer sous la barre des huit heures de course (sub-8). Il réalise cette performance en limitant les écarts sur la partie natation et en sortant de l'eau avec son compatriote Sebastian Kienle, accusant tous deux un retard de trois minutes sur le premier groupe de neuf triathlètes. Le groupe de tête est disloqué par la prestation exceptionnelle de l'Australien Cameron Wurf qui imprime un tempo très élevé et qui finit l'épreuve avec plus de deux minutes d'avance sur tous les concurrents établissant au passage un nouveau record sur la partie vélo. Malgré cette avance, il est rejoint par Patrick Lange au 15e kilomètre du marathon. L'Allemand détenteur du record sur l'épreuve de course à pied et sans battre son dernier chrono n'est plus rejoint. Il doit toutefois résister jusqu’à la ligne d'arrivée au retour du Belge Bart Aernouts auteur d'un remontée rapide sur la tête de course. Cédant dans les derniers kilomètres le Belge ne peut empêcher la seconde victoire de l’Allemand qui bat son record de plus de huit minutes. Bart Aernouts prend la seconde place et inscrit aussi son nom dans la catégorie des « sub-8 ». À l'issue de la course, le double champion demande au pied du portique d'arrivée devant le public d'Hawaï et genoux à terre, sa compagne Julia Hofmann en mariage qui accepte cette demande

## Palmarès
Le tableau présente les résultats les plus significatifs (podium) obtenus sur le circuit international de triathlon et de duathlon depuis 2012,.
| Année | Compétition                                           | Pays        | Position           | Temps           |
| ----- | ----------------------------------------------------- | ----------- | ------------------ | --------------- |
| 2024  | Championnats du monde d'Ironman 2024                  | États-Unis  | Médaille d'or      | 7 h 35 min 53 s |
| 2024  | Ironman Texas                                         | États-Unis  | Médaille d'or      | 7 h 44 min 14 s |
| 2023  | Championnats du monde d'Ironman 2023                  | France      | Médaille d'argent  | 8 h 10 min 17 s |
| 2023  | Challenge Roth                                        | Allemagne   | Médaille d'argent  | 7 h 30 min 4 s  |
| 2023  | Ironman 70.3 Kraichgau                                | Allemagne   | Médaille d'argent  | 3 h 50 min 44 s |
| 2022  | Ironman Israel                                        | Israël      | Médaille d'or      | 7 h 41 min 59 s |
| 2022  | Challenge Roth                                        | Allemagne   | Médaille d'argent  | 7 h 44 min 52 s |
| 2021  | Challenge Budva                                       | Monténégro  | Médaille d'argent  | 3 h 42 min 16 s |
| 2021  | Championnats d'Europe de triathlon longue distance    | Allemagne   | Médaille d'or      | 7 h 19 min 19 s |
| 2021  | Ironman Tulsa                                         | États-Unis  | Médaille d'or      | 7 h 45 min 21 s |
| 2019  | Ironman 70.3 Vietnam                                  | Viêt Nam    | Médaille d'or      | 3 h 49 min 9 s  |
| 2018  | Ironman - Championnat du monde à Kailua-Kona          | États-Unis  | Médaille d'or      | 7 h 52 min 39 s |
| 2018  | Ironman 70.3 Kraichgau                                | Allemagne   | Médaille d'argent  | 3 h 55 min 35 s |
| 2018  | Ironman Allemagne                                     | Allemagne   | Médaille de bronze | 8 h 9 min 26 s  |
| 2017  | Ironman - Championnat du monde à Kailua-Kona          | États-Unis  | Médaille d'or      | 8 h 1 min 40 s  |
| 2017  | Ironman 70.3 Ruegen                                   | Allemagne   | Médaille d'or      | 3 h 43 min 46 s |
| 2016  | Ironman - Championnat du monde à Kailua-Kona          | États-Unis  | Médaille de bronze | 8 h 11 min 14 s |
| 2016  | Ironman Texas                                         | États-Unis  | Médaille d'or      | 7 h 13 min 13 s |
| 2016  | Ironman 70.3 Subic Bay                                | Philippines | Médaille d'argent  | 3 h 50 min 48 s |
| 2015  | Championnats d'Allemagne de triathlon longue distance | Allemagne   | Médaille de bronze | 4 h 2 min 39 s  |
| 2013  | Ironman 70.3 Luxembourg                               | Luxembourg  | Médaille d'argent  | 3 h 54 min 25 s |
| 2012  | Championnats du monde de duathlon en relais mixte     | France      | Médaille de bronze | 1 h 28 min 42 s |

## Record championnat du monde Ironman (Kailua-Kona)
| Réalisation du record | Chute du record    | Nbr d'années invaincu | Temps natation | Transition no 1 | Temps cyclisme  | Transition no 2 | Temps marathon  | Record          |
| --------------------- | ------------------ | --------------------- | -------------- | --------------- | --------------- | --------------- | --------------- | --------------- |
| Le 26 octobre 2024    |                    |                       | 47 min 9 s     | 2 min 20 s      | 4 h 6 min 22 s  | 2 min 30 s      | 2 h 37 min 34 s | 7 h 35 min 53 s |
| Le 13 octobre 2018    | Le 12 octobre 2019 | 1 (à l'édition 2019)  | 52 min 42 s    | 2 min 5 s       | 4 h 16 min 5 s  | 2 min 22 s      | 2 h 41 min 32 s | 7 h 52 min 30 s |
| Le 14 octobre 2017    | Le 13 octobre 2018 | 1 (à l'édition 2018)  | 48 min 45 s    | 1 min 50 s      | 4 h 28 min 52 s | 2 min 14 s      | 2 h 40          | 8 h 1 min 40 s  |